# أنتوني هانشاو
أنتوني هانشاو (بالإنجليزية: Anthony Hanshaw)‏ مواليد 28 مارس 1978 في الولايات المتحدة، هو ملاكم أمريكي يصنف ضمن فئة الوزن الثقيل بدأ مسيرته الاحترافية سنة 2000.

## إحصائيات
خاض خلال مسيرته 29 نزالا، فاز في 23 وتعادل في 2 وخسر في 4. فاز بالضربة القاضية في 15 نزالا.

## روابط خارجية
- أنتوني هانشاو على موقع بوكس ريك (الإنجليزية) (registration required)